# MG ZS (2001)
 (mars 2018).
Si vous disposez d'ouvrages ou d'articles de référence ou si vous connaissez des sites web de qualité traitant du thème abordé ici, merci de compléter l'article en donnant les références utiles à sa vérifiabilité et en les liant à la section « Notes et références ».
La MG ZS est une petite berline de sport produite par le constructeur britannique MG Rover de 2001 à 2005. La ZS est une version plus sportive de la Rover 45 (lancée en 1999).
La 45 était elle-même une version restylée de la 400 qui a été lancée en berline 5 portes en 1995 et en 4 portes en 1996.

## Développement

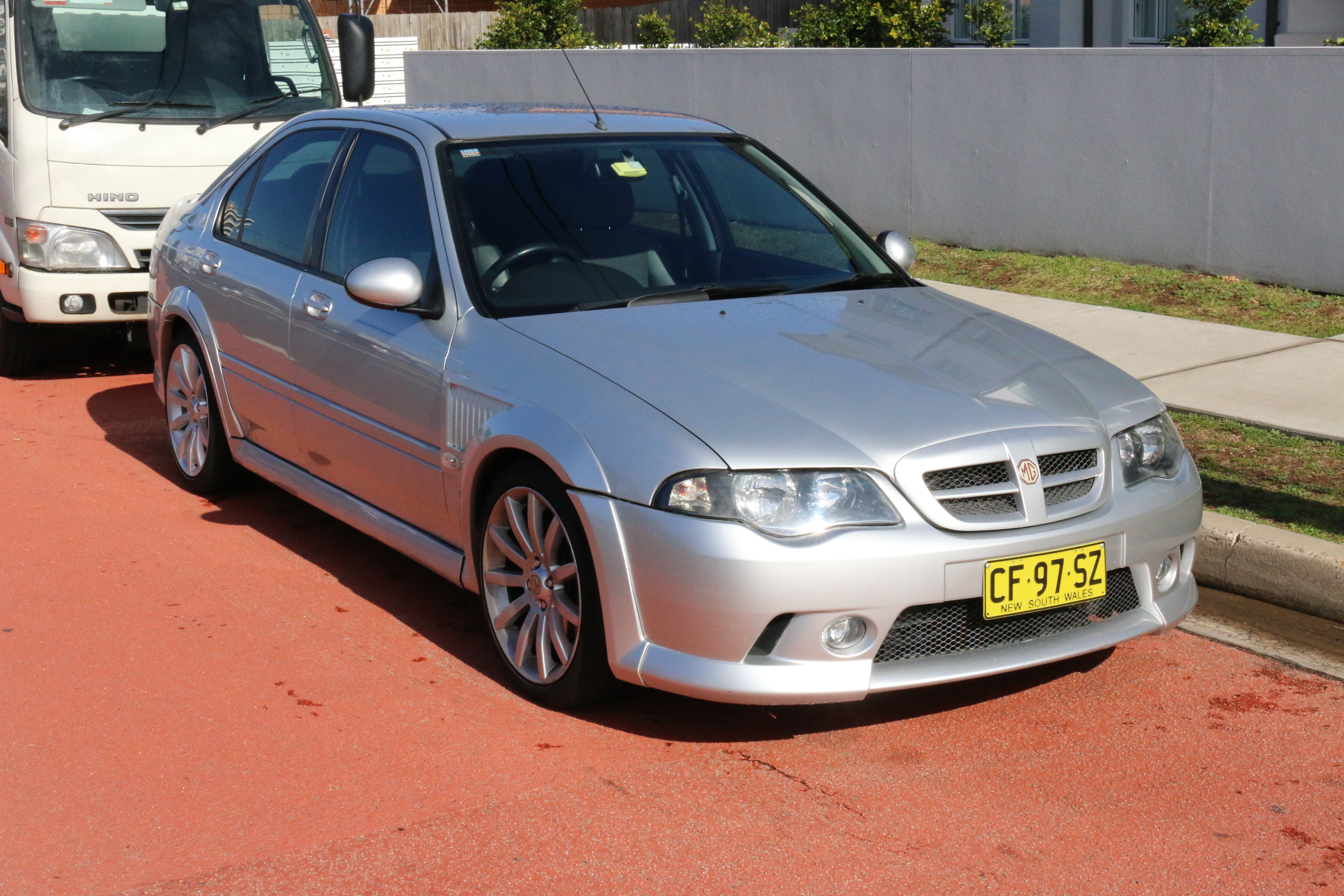
MG ZS restylée

Le modèle a été rapidement créé à partir de la Rover 45 après que BMW ait vendu Rover en avril 2000. Le développement du modèle a été grandement accéléré par le fait que Rover avait déjà créé des prototypes de la 400 utilisant des motorisations V6 et des suspensions sportives. En fait, MG Rover a développé des versions MG des berlines tricorps (4 portes) Rover en vente à l'époque.